# Nicolas Goupillet
Nicolas Goupillet (aussi Coupillet ou Goupillier ; Senlis, vers 1650 - Paris, vers 1713) est un compositeur et organiste français de l'époque baroque. Il n'a pas composé lui-même toutes ses œuvres.

## Biographie
Nicolas Goupillet fut employé à la Cathédrale de Langres, dont il fut renvoyé en septembre 1681 pour des raisons inconnues. Il retrouva un emploi à Meaux, où il succéda à André Pechon. 
En 1683, le roi Louis XIV dut remplacer son maître de chœur Henry Du Mont, trop âgé. À cette occasion, il décida de créer quatre postes de sous-maitres qui serviraient par quartier saisonnier à la chapelle royale. Parmi les 35 postulants de ce concours de Versailles, 4 furent sélectionnés : Michel-Richard de Lalande ; Pascal Colasse (dernier assistant de Lully) ; Guillaume Minoret (musicien de moindre importance de l'église Saint-Germain-l'Auxerrois) ; Nicolas Goupillet.
En 1693, on découvrit que Goupillet avait fait passer pour siennes des compositions d'Henry Desmarest - compositeur talentueux qui avait manqué le concours, dix ans auparavant, à cause de son jeune âge. Tout d'abord, on pensa que Desmarest avait entendu par hasard son œuvre jouée par un autre. Puis on le soupçonna d'avoir été complice de la supercherie et dénoncé Goupillet quand ce dernier refusa de le payer. Goupillet fut démis de ses fonctions. Pourtant, il pouvait parfaitement composer lui-même, comme il l'avait fait en 1683, à la seconde étape du concours, quand les candidats durent écrire, enfermés isolément à Paris, de grands motets sur le psaume 31 Beati quorum remissae sunt iniquitates. Le roi ne se montra guère sévère : il gratifia Goupillet d'une modeste pension et d'un canonicat à l'église royale de Saint-Quentin (Aisne).
Goupillet prétendait avoir été enfant de chœur à la cathédrale Notre-Dame de Paris, sous la direction de Pierre Robert, mais aucune preuve n'en subsiste . Sébastien de Brossard a dressé une liste de plusieurs œuvres attribuables à Goupillet (désormais perdues), mais en fait elles pourraient avoir été écrites par André Pechon, prédécesseur de Goupillet à Meaux. Pendant les neuf mois de l'année où il n'était pas occupé à Paris, Goupillet retournait travailler à Meaux avec Pierre Tabart.